# Pampahoen
De pampahoen (Rhynchotus rufescens) is een vogel uit de familie tinamoes (Tinamidae). De wetenschappelijke naam van de soort is voor het eerst geldig gepubliceerd in 1815 door Temminck.

## Kenmerken
De pampahoen wordt ongeveer 40 cm lang.

## Voedsel
In de zomer eet de pampahoen vooral insecten, kleine zoogdieren en zelfs giftige slangen. In de winter schakelt hij over op een vegetarisch dieet (planten, vruchten). Hij kan een pest zijn voor boeren, omdat hij de gewassen opeet.

## Voortplanting
Het mannetje verleidt een vrouwtje, dat een nest bouwt en de eieren legt. Daarna broedt het mannetje de eieren en hij voedt de jongen op.

## Voorkomen
De soort komt voor in het oosten, zuidoosten en midden-zuiden van Zuid-Amerika en telt 3 ondersoorten:
- R. r. catingae: centraal en noordoostelijk Brazilië.
- R. r. pallescens: noordoostelijk en centraal Argentinië.
- R. r. rufescens: van noordelijk Bolivia tot oostelijk Brazilië, Paraguay, noordoostelijk Argentinië en Uruguay.

## Beschermingsstatus
Op de Rode Lijst van de IUCN heeft de soort de status niet bedreigd.